# خوسيه بينهيرو
خوسيه بينهيرو (بالفرنسية: José Pinheiro)‏ هو مخرج فرنسي، ولد في 13 يونيو 1945 في باريس في فرنسا.

## وصلات خارجية
- خوسيه بينهيرو على موقع IMDb (الإنجليزية)
- خوسيه بينهيرو على موقع ألو سيني (الفرنسية)
- خوسيه بينهيرو على موقع أول موفي (الإنجليزية)
- خوسيه بينهيرو على موقع قاعدة بيانات الأفلام السويدية (السويدية)
- خوسيه بينهيرو على موقع قاعدة بيانات الفيلم (الإنجليزية)
- خوسيه بينهيرو على موقع كينوبويسك (الروسية)